# Тит Лукреций Кар
Тит Лукреций Кар (на латински: Titus Lucretius Carus, роден около 99 г. пр.н.е., починал през 55 г. пр.н.е.) е древноримски поет и философ. Последовател на Епикур в материалистическите му схващания за човека и обществото. Автор на обемистата философска поема „За природата на нещата“ (De rerum natura) в 6 книги, общо над 7000 стиха, издадена от Марк Тулий Цицерон.
Предполага се, че е принадлежал към знатния род Лукреции; бил е добре образован и запознат с живота на римския елит. Оказал е осезаемо влияние върху поети като Вергилий и Хораций. През ХV в., след близо хилядолетно отсъствие, книгата му е преоткрита и изложеното в нея става съществен елемент от разгръщането на Ренесанса. Тъй като отхвърля идеите за божия промисъл и безсмъртие на душата, Лукреций остава неприемлив за множество хора с религиозни възгледи.

## Издания на български
- Лукреций Кар, Тит, За природата на нещата; Прев. от лат. Марко Марков, София: Наука и изкуство, 1950 (2-ро изд. 1971), 239 с.